# Стрейчи, Джон (чиновник)
Джон Стрейчи (5 июня 1823 — 19 декабря 1907) — английский государственный служащий в Британской Индии.

## Биография
Пятый сын Эдварда Стрейчи, второго сына сэра Генри Стрейчи, 1-го баронета, родился в Лондоне. После окончания колледжа Ост-Индской компании поступил на государственную службу в Бенгалии в 1842 году и служил в Северо-Западных провинциях, занимая ряд важных должностей.
В 1861 году лорд Каннинг назначил его председателем комиссии по расследованию великой эпидемии холеры того года. В 1862 году он стал судебным комиссаром в Центральных провинциях. В 1864 году, после доклада королевской комиссии о санитарном состоянии армии, в Индии была создана постоянная санитарная комиссия со Стрейчи во главе. В 1866 году он стал главным комиссаром Ауда, будучи избран лордом Лоуренсом для исправления, насколько это возможно, несправедливости, допущенной после индийского восстания 1857 года путем конфискации прав арендаторов и мелких собственников земли, сохранив при этом привилегии талукдаров крупных землевладельцев. Будучи членом законодательного совета, он внес с этой целью несколько законопроектов, которые с полного одобрения талукдаров были приняты в качестве закона.
В 1868 году он стал членом совета генерал-губернатора, а после убийства лорда Мейо в 1872 году временно исполнял обязанности вице-короля. В 1874 году он был назначен вице-губернатором Северо-Западных провинций. В 1876 году по просьбе лорда Литтона и государственного секретаря он согласился оставить этот пост и вернулся в совет генерал-губернатора в качестве министра финансов, который он занимал до 1880 года.

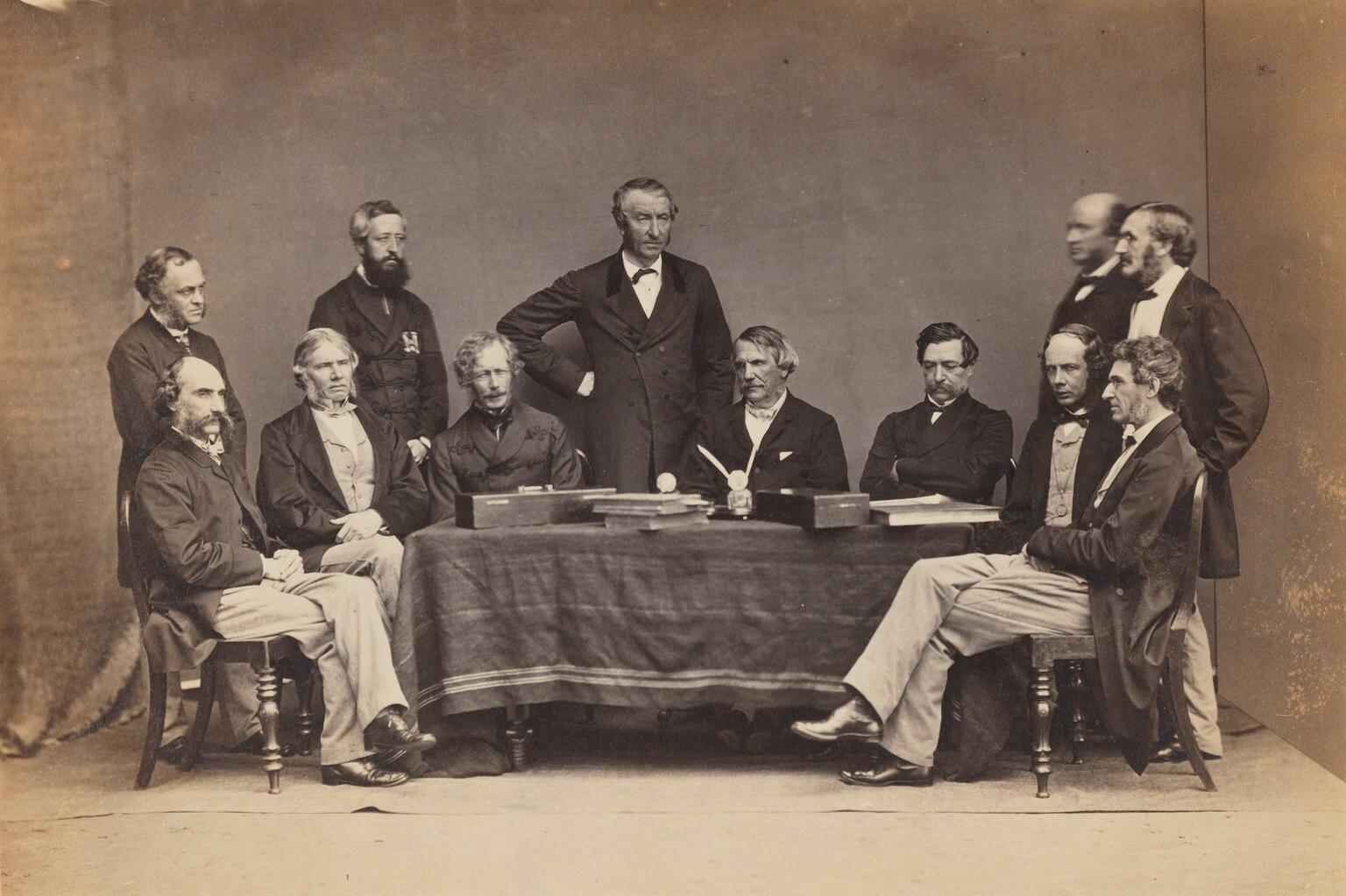
Верховный / Исполнительный совет и секретари вице-короля Индии, Симла, 1864 год. Слева направо: сидят — неизвестный; Чарльз Тревельян; Хью Роуз; Джон Лоуренс; Роберт Нэпьер; Генри Мэн; г-н Грей. Стоят — неизвестный; Генри Норман; Генри Марион Дюран; Эдвард Клайв Бэйли; Джон Стрейчи.

За то время, пока лорд Литтон был вице-королем, были проведены важные реформы. Меры по децентрализации финансового управления, начатые при лорде Мэйо, были практически завершены. Пошлины на соль были снижены, и система, при которой они взимались, была изменена, и позор администрации, внутренняя таможенная линия, была отменена. Отмена всех импортных пошлин, в том числе на товары из английского хлопка, и установление полной свободы торговли были объявлены неизменной политикой правительства, и это в значительной степени осуществлялось до 1880 года, когда Стрейчи покинул Индию.
Система учёта военныех расходов привела к ошибочной оценке затрат на Вторую афганскую войну 1878-80 годов. Технически ответственность за эту ошибку нес Стрейчи; она была допущена в результате партизанского нападения, которое привело к его отставке. С 1885 по 1895 год Стрейчи был членом совета государственного секретаря по делам Индии. Он умер в 1907 году.

## Труды
Стрейчи в соавторстве со своим братом, генерал-лейтенантом сэром Ричардом Стрейчи, написал книгу «Финансы и общественные работы Индии» (1882).
Также его перу принадлежат: «Индия» (3-е изд., 1903) и «Гастингс и Рохильская война» (1892).
Он также спланировал и спроектировал строительство железнодорожно-автомобильного моста на реке Джамна в Агре. Он не смог увидеть завершение строительства Арочного моста, так как умер в 1907 году. Строительство моста было завершено в 1908 году, потребовалось 10 лет с момента начала его строительства в 1898 году. Мост длиной 1024 метра (3360 футов) был назван в честь Джона Стрейчи Strachey Bridge. Он все еще функционирует, несмотря на то, что ему 112 лет, перевозя поезда с железнодорожной станции Агра на главной линии Дели — Бхопал до железнодорожной станции Тундла на главной линии Дели — Хора.

## Семья
Стрейчи женился на Кэтрин Баттен, дочери Джозефа Баттена, директора колледжа Ост-Индской компании, 9 октября 1856 года, у них родилось восемь детей. Среди них был сэр Артур Стрейчи (1858—1901), судья в Индии. Их дочь Уинифрид вышла замуж за Хью Шекспира Барнса.

## Наследие
Стрейчи был великим покровителем Мухаммаданского англо-восточного колледжа в Алигархе. В его честь назван зал Стрейчи в Мусульманском университете Алигарха.
В форте Агры установлена табличка, увековечивающая усилия Стрейчи по сохранению архитектуры Великих Моголов. Табличка расположена в юго-восточном углу Маччи Бхаван («Рыбный квартал»), очень близко к Саман Бурдж (Жасминовой башне), с которой император Великих Моголов Шах Джахан смотрел на восток через реку Джамна на свое творение, Тадж-Махал. На табличке написано:
«В знак благодарности за услуги, оказанные потомкам достопочтенным сэром Джоном Стрейчи, Г.К.С.И., которому, не забывая о просвещенном сочувствии и своевременной заботе о других, Индия в основном обязана спасением и сохранением красоты Тадж-Махала и других известных памятников древнего искусства и истории провинций, ранее управляемых им, эта табличка установлена по приказу его друга, вице-короля и генерал-губернатора Индии графа Литтона, в 1880 году н. э.»
В период своего пребывания на посту вице-губернатора Северо-западных провинций Стрейчи руководил восстановлением Маччи Бхавана и близлежащего Дивани-Ам (Зала аудиенций), которые были разграблены Ост-Индской компанией в начале британского колониального периода.